# Samolot pokładowy

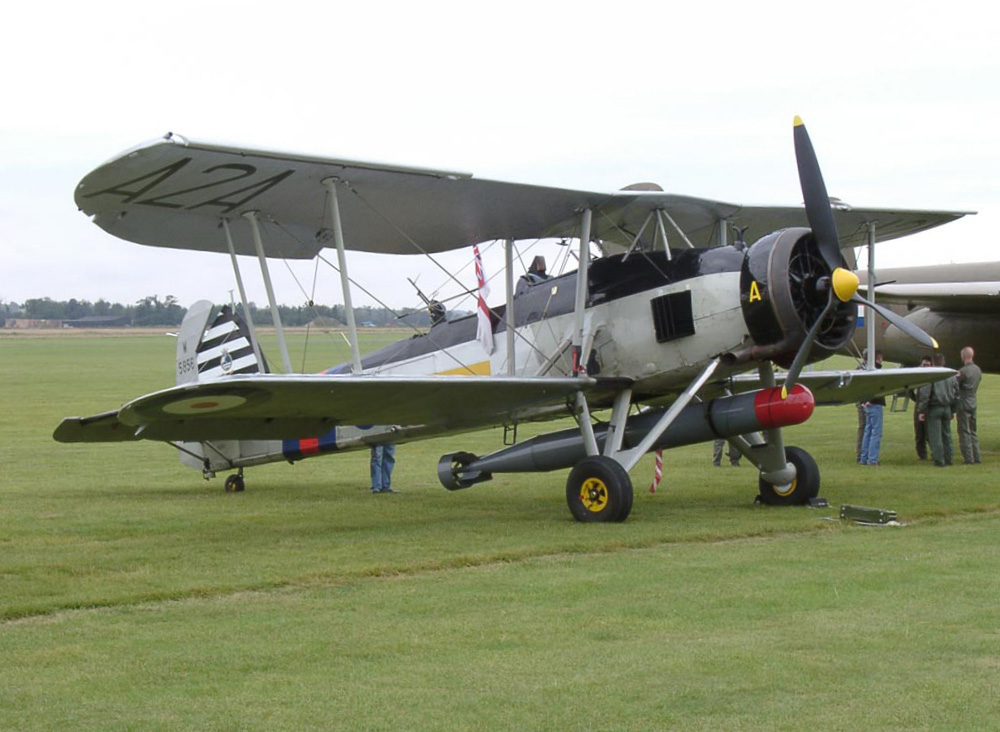
Brytyjski pokładowy bombowiec torpedowy lat 30. i okresu II wojny światowej Fairey Swordfish z podwieszoną torpedą.

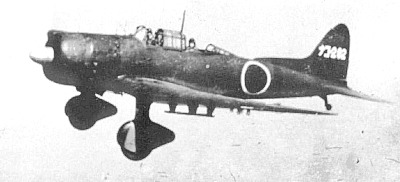
Japoński pokładowy bombowiec nurkujący Aichi D3A.

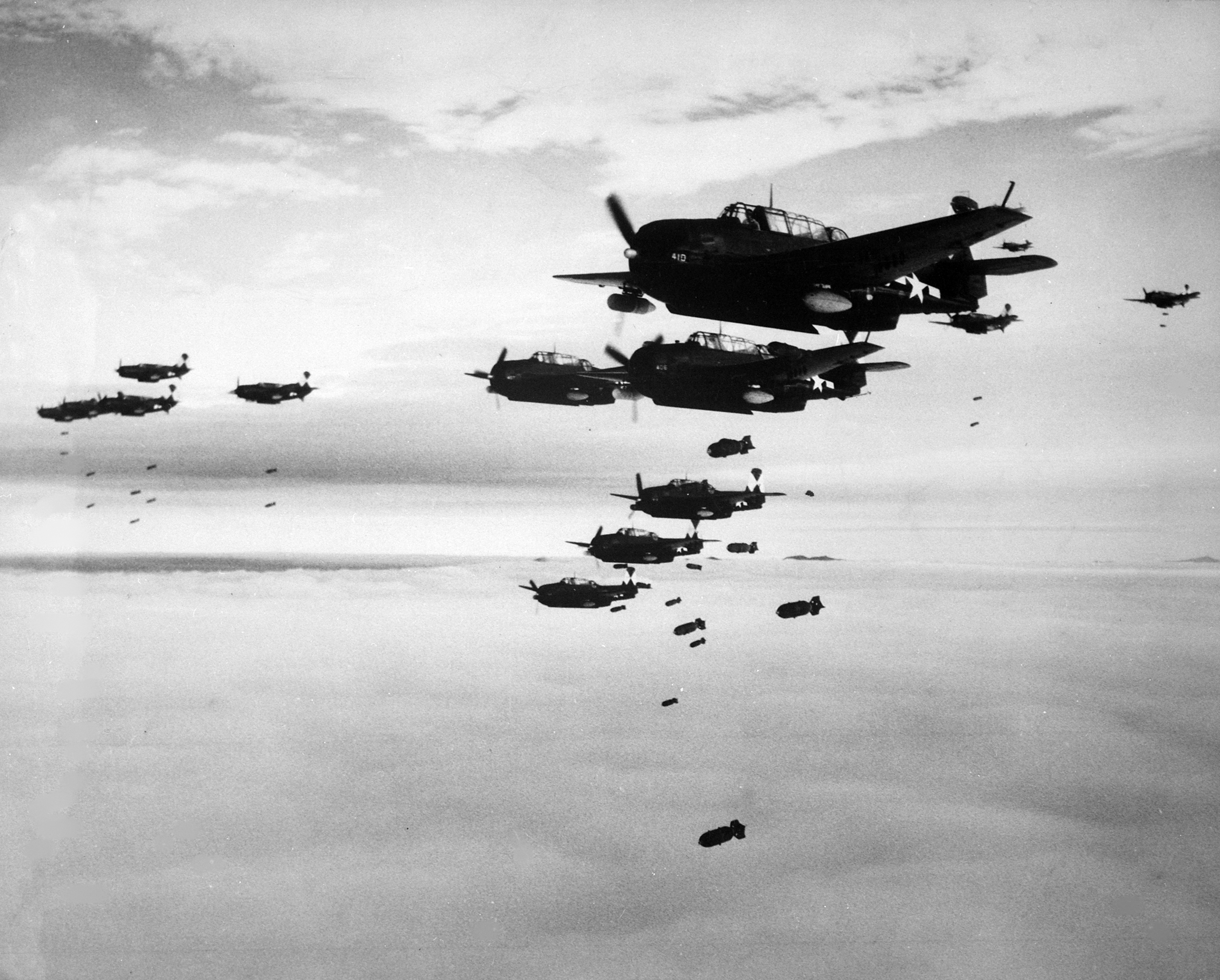
Amerykańskie bombowce pokładowe TBM Avenger bombardują z lotu poziomego.

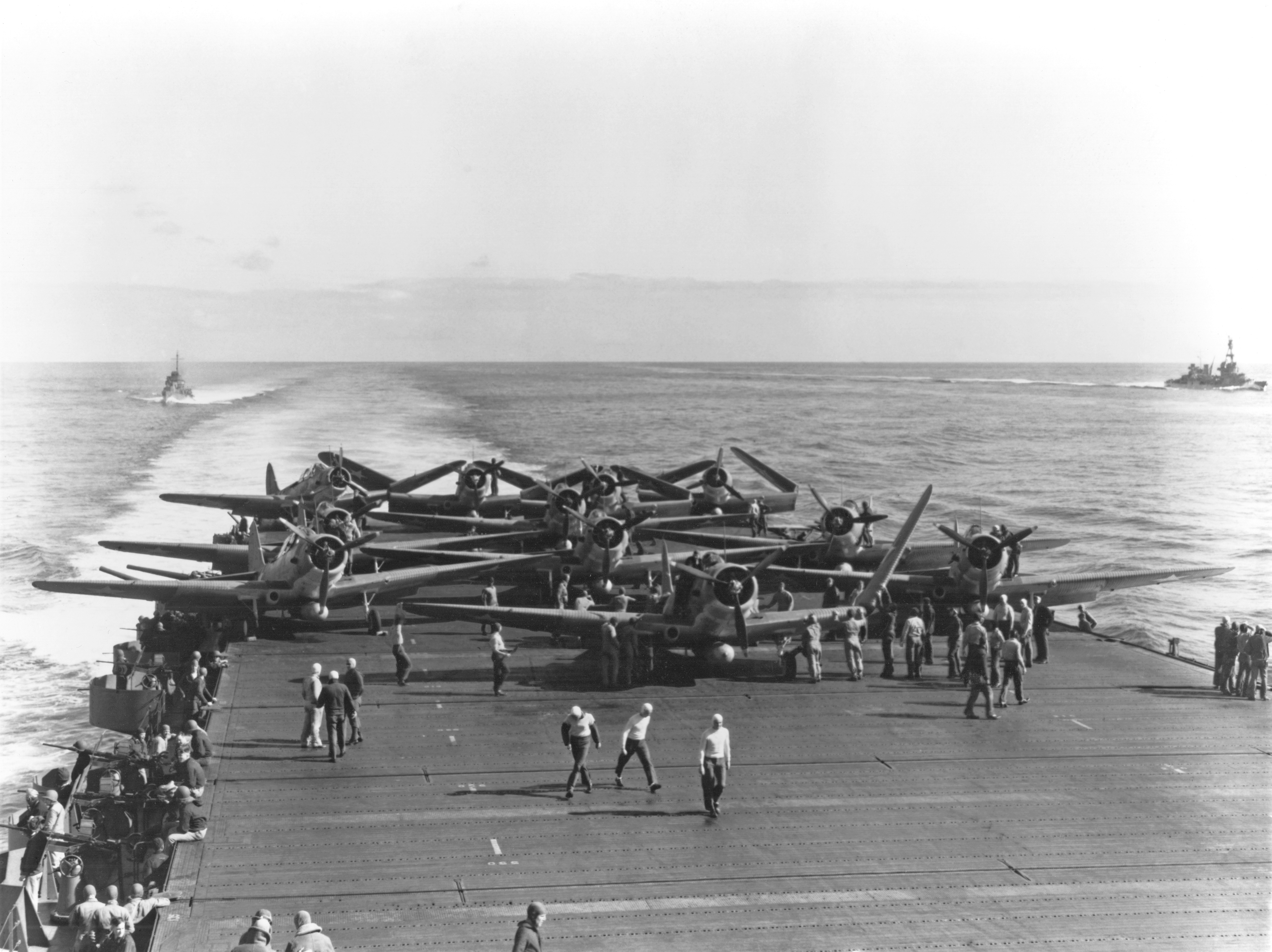
Amerykańskie bombowce torpedowe TBD Devastator przed startem z lotniskowca podczas bitwy pod Midway.

Samolot pokładowy – samolot wojskowy przystosowany konstrukcyjnie do bazowania na okrętach (startu i lądowania) – przede wszystkim lotniskowcach, lecz także okrętach niektórych innych klas (krążowniki lotnicze, uniwersalne okręty desantowe). Historycznie istniało wyraźne rozgraniczenie między pokładowymi samolotami myśliwskimi i bombowymi (bombowo-torpedowymi); w miarę rozwoju samolotów odrzutowych klasy te zostały uzupełnione przez samoloty myśliwsko-bombowe i szturmowe (uderzeniowe), a następnie w większości zastąpione przez współczesne myśliwce wielozadaniowe, spełniające także zadania uderzeniowe. Oprócz tych klas istniały lub nadal istnieją pokładowe samoloty zwalczania okrętów podwodnych i wczesnego ostrzegania.

## Bombowce pokładowe
Ich głównym przeznaczeniem jest  zwalczanie statków i okrętów oraz celów lądowych przeciwnika za pomocą bomb, ewentualnie torped lotniczych lub pocisków rakietowych. Po II wojnie światowej rodzaj ten stopniowo zanikł, zastąpiony przez inne rodzaje samolotów uderzeniowych.
Wyróżnia się trzy główne rodzaje bombowców pokładowych:
- samoloty bombowe oraz bombowo-torpedowe – oba rodzaje określane też jako bombowce horyzontalne, służyły do bombardowania z lotu poziomego (horyzontalnego). Ponieważ technika ta była mało skuteczna w zwalczaniu celów morskich, zwykłe bombowce zostały zastąpione przez bardziej uniwersalne samoloty bombowo-torpedowe, mogące przenosić także torpedy lotnicze (określane one na ogół były także po prostu jako bombowce).
- bombowce nurkujące – służące do precyzyjnego bombardowania celów punktowych, w tym okrętów, z lotu nurkowego.

Rozwój bombowców pokładowych rozpoczął się po wprowadzeniu w skład flot lotniskowców (pod koniec I wojny światowej w przypadku floty brytyjskiej, w latach 20. w przypadku innych flot). Początkowo były to modyfikacje lekkich bombowców bazowania lądowego, lecz później większość bombowców pokładowych stanowiła odrębne konstrukcje, powstające specjalnie dla lotniskowców, chociaż używane też często z baz lądowych. Do okresu po II wojnie światowej były to samoloty odpowiadające charakterystykami i udźwigiem uzbrojenia lekkim jednosilnikowym bombowcom lądowym z porównywalnych okresów i podlegające takiej samej ewolucji technicznej.
Bombowce pokładowe budowano jako samoloty jednosilnikowe, początkowo dwupłatowe ze stałym podwoziem, od połowy lat 30. głównie jednopłatowe z chowanym podwoziem. Z reguły miały 2- lub 3-osobową załogę, składającą się z pilota, bombardiera i strzelca tylnego, lub ich role były łączone, rzadziej były jednoosobowe. Szczególne cechy konstrukcyjne bombowców pokładowych to składane skrzydła w celu zmniejszenia powierzchni potrzebnej do hangarowania i hak podkadłubowy do zaczepiania o liny hamujące podczas lądowania. Z racji przeznaczenia, miały one duży zasięg, umożliwiający działania nad morzem i zwykle odpowiednie wyposażenie ratunkowe (tratwy nadmuchiwane). Nacisk kładziono też na zdolności względnie krótkiego startu i lądowania.
Uzbrojenie bombowców pokładowych do końca II wojny światowej stanowiły bomby o masie od 200 do 900 kg (najczęściej jedna cięższa bomba pod kadłubem i ewentualnie dalsze lżejsze bomby pod skrzydłami). Samoloty bombowo-torpedowe mogły zamiast bomby przenosić jedną torpedę lotniczą.  Część samolotów, używanych głównie na Atlantyku, przenosiła także bomby głębinowe do zwalczania okrętów podwodnych. Nieliczne typy bombowców pokładowych mogły przenosić niekierowane pociski rakietowe, także używane do zwalczania okrętów podwodnych.
Konfliktem, w którym bombowce pokładowe znalazły zastosowanie na dużą skalę, była II wojna światowa, szczególnie działania na Pacyfiku. Bombowce pokładowe bazujące na lotniskowcach stały się wówczas podstawową siłą uderzeniową flot wojennych, rozstrzygającą o wyniku szeregu bitew powietrzno-morskich (atak na Pearl Harbor, bitwa na Morzu Koralowym, bitwa pod Midway, bitwa na Morzu Filipińskim i inne). Do działań przeciwko okrętom przeciwnika wysyłano zwykle bombowce nurkujące, zdolne do precyzyjnych uderzeń na okręty oraz samoloty bombowo-torpedowe uzbrojone w torpedy. Samoloty bombowo-torpedowe uzbrojone w bomby wysyłano głównie do ataków na cele znajdujące się na lądzie.
Przeznaczenie bombowców pokładowych części państw można było rozpoznać po ich oznaczeniu. Amerykańskie samoloty bombowo-torpedowe lat 30. i 40. nosiły oznaczenia rozpoczynające się od liter TB (torpedo bomber, np. TBF Avenger), bombowce nurkujące – od liter SB (scout bomber, np. SBD Dauntless). Japońskie samoloty bombowo-torpedowe nosiły oznaczenia rozpoczynające się od litery B (np. Nakajima B5N 'Kate'), bombowce nurkujące – od litery D (np. Aichi D3A 'Val').
Po II wojnie światowej i wprowadzeniu samolotów odrzutowych, kategoria bombowców pokładowych została stopniowo zastąpiona przez nowe samoloty odrzutowe, spełniające podobne zadania, lecz nie klasyfikowane już jako bombowce, ale na ogół jako samoloty uderzeniowe lub samoloty szturmowe (przede wszystkim samoloty amerykańskiej klasy A, np. A-6 Intruder). Zadania bombowców pokładowych przejęły też uniwersalne pokładowe samoloty myśliwsko-szturmowe, przenoszące bomby i kierowane pociski rakietowe powietrze-woda. Całkowicie zanikły natomiast klasy bombowców nurkujących oraz samolotów torpedowych, niepotrzebnych wskutek wzrostu skuteczności bombardowania z lotu poziomego, a następnie wprowadzenia kierowanych pocisków rakietowych. Pojawiła się za to klasa wyspecjalizowanych samolotów do zwalczania okrętów podwodnych, mająca pewne cechy bombowców.